# Dunning-Kruger-effekten
Dunning-Kruger-effekten er den kognitive bias-effekt, som kan observeres, når mennesker med kompetencer på begynderniveau har en tendens til at overvurdere egne evner voldsomt. Effekten, der er dokumenteret af og navngivet efter psykologerne David Dunning og Justin Kruger, forklares med, at man på dette niveau af forståelse og kompetence endnu ikke har lært at erkende grænserne for sine egne kompetencer. Effekten har sammenhæng med overlegenhedsbias'et, der beskriver menneskers tendens til at overvurdere egne evner, når man skal sammenligne sig med andre mennesker på samme niveau som én selv. Uden tilstrækkelig selvbevidsthed til metakognition kan mennesker ikke vurdere egen kompetence eller inkompetence objektivt. En omvendt effekt er det tilsvarende faktum, at mennesker med høje kompetencer har en tendens til at undervurdere egne evner, netop fordi de er klar over grænserne for deres egen viden og forståelse, eller at de tror, at de opgaver, som er nemme for dem selv, også er nemme for andre.
Overlegenhedsbias'et stammer, ifølge Dunning og Kruger, fra en intern fejlbedømmelse i mennesker med ringe kundskaber og fra en ekstern fejlopfattelse i mennesker med høje kundskaber, forstået derhen at: "den fejlagtige vurdering fra de inkompetente stammer fra en fejlopfattelse af selvet, mens den fejlagtige vurdering fra de højt kompetente stammer fra en fejlvurdering af andre."

## Eksperimentet
Ja! Han savner bestemt ikke, hvad han mangler!
Det er et menneskeligt vilkår, at man ikke kender omfanget af sin egen uvidenhed. Problemet er, at vi ser det hos andre, men ikke hos os selv. Den første regel i Dunning-Kruger-klubben er, at du ikke ved, at du er medlem af Dunning-Kruger-klubben.
Dunning og Kruger påviste eksperimentelt effekten i 1999 i en serie af eksperimenter, hvor de testede relationen mellem forsøgspersoners bedømmelse af egne evner i forhold til deres faktiske kunnen. Her viste de, at de mindst kompetente individer havde tendens til at overvurdere egne evner. Det gjorde sig gældende både i tests af læseevner, medicinsk praksis, bilkørsel, skak og tennis. Dunning og Kruger foreslog derfor, at inkompetence gør, at et individ vil:
- være ude af stand til at erkende egne manglende kompetencer
- være ude af stand til at erkende hvor stor forskel der er på egne kompetencer og det nødvendige eller ønskede niveau
- være ude af stand til at bedømme andres evner korrekt
- først blive i stand til at erkende og forstå deres egen mangel på kompetencer efter de har modtaget træning i evnen (de skal altså lære, at de ikke kan)

## Kulturelle forskelle i selvopfattelse
Studier af Dunning-Kruger-effekten har almindeligvis været foretaget i Nordamerika; studier af japanere har imidlertid skabt opmærksomhed på, at kulturelle kræfter spiller ind på forekomsten af Dunning-Kruger-effekten. Studiet "Divergent Consequences of Success and Failure in Japan and North America: An Investigation of Self-improving Motivations and Malleable Selves" fra 2001 indikerer at japanere har tendens til at undervurdere deres evner og til at se ringe præstationer (fejl) som en mulighed for at dygtiggøre sig, for derigennem at øge deres værdi til fordel for den sociale gruppe, de indgår i.

## Historisk baggrund
[Er] man syv Uger paa et fremmed Sted og har Øjnene med sig, saa ved man alt hvad der er værd at vide om saadan et Sted. Man kan skrive en Bog om det. En Bog paa to Kilo. Men har man været syv Aar et Sted, ved man ingen Verdens Ting.
Selv om Dunning og Kruger med deres rapport har fastslået denne psykologiske effekt eksperimentelt og med rette har lagt navn til den, har tilsvarende tanker om menneskers vurdering af egne evner været fremført flere gange tidligere i historien. Til eksempel sagde filosofen Bertrand Russel i starten af 1930'erne at: "The fundamental cause of the trouble is that in the modern world the stupid are cocksure while the intelligent are full of doubt."
W.B. Yeats skrev i 1919: "The best lack all conviction, while the worst / Are full of passionate intensity."

## Anerkendelse
Dunning og Kruger modtog i 2000 den satiriske Ig Nobelpris i psykologi for deres rapport, hvori de beskrev Dunning-Kruger effekten "Unskilled and Unaware of It: How Difficulties in Recognizing One's Own Incompetence Lead to Inflated Self-Assessments".